# مصارعة نسائية محترفة

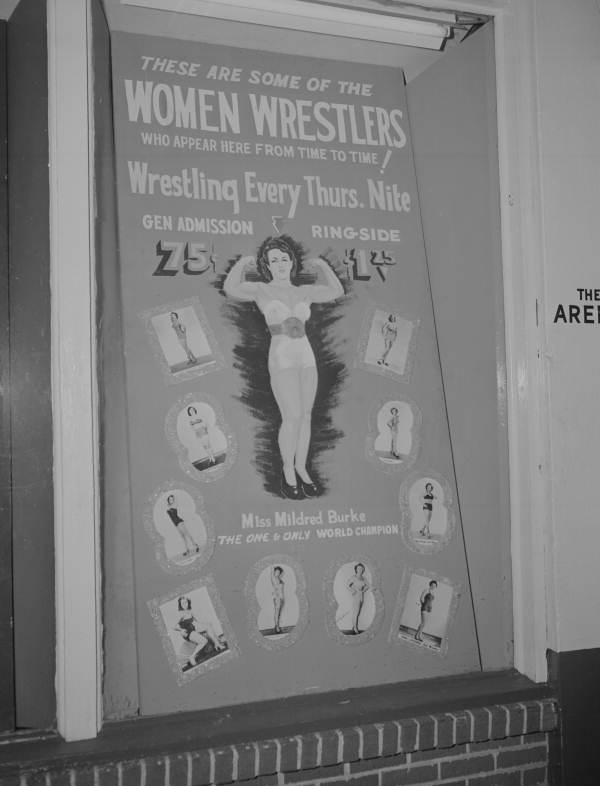
ملصق من منتصف القرن العشرين يعلن عن مصارعات، في المقام الأول ميلدريد بيرك.

المصارعة الاحترافية هي تمثيل درامي للمصارعة باعتبارها رياضة معتمدة على المتفرجين. كما هو معتاد في هذه الرياضة، يتم تنظيم المصارعة النسائية الاحترافية من قبل اتحادات المصارعة العروض الترويجية. بعض العروض الترويجية مخصصة للنساء حصريًا، في حين أن البعض الآخر لديه أقسام منفصلة للنساء. ومن بين الدول التي يوجد بها مصارعة نسائية احترافية أستراليا، وبوليفيا، وكندا، واليابان، والمكسيك، والمملكة المتحدة، والولايات المتحدة.

## الولايات المتحدة

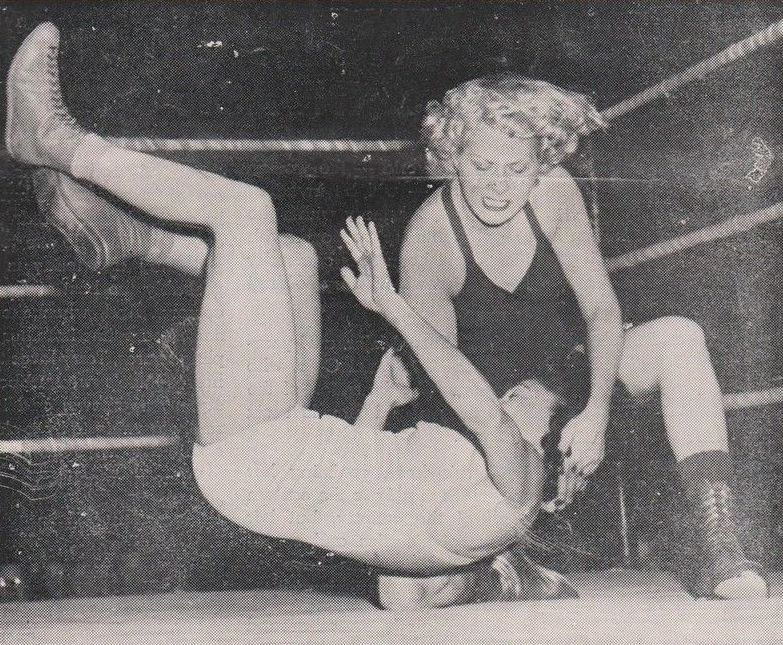
مصارعتان في الخمسينيات

في الولايات المتحدة، يوجد حاليًا أربعة اتحادات رئيسية للمصارعة المحترفة لها قسم موحد يحمل عنوانًا: دبليو دبليو إي، و إمباكت ريسلينغ (TNA)، و رينغ أوف هونر (ROH)، و آول إليت ريسلينغ (AEW)، بالإضافة إلى عدد من الاتحادات المستقلة التي تضم فئات وبطولات مصارعة نسائية. يتم تصنيف المصارعات في إمباكت ريسلينغ باسم نوكت أوتس، في حين كانت المواهب النسائية في رينغ أوف هونر تُعرف رسميًا باسم نساء الشرف، وكانت المواهب النسائية في دبليو دبليو إي تُعرف باسم ديفاز حتى عام 2016.
هناك ثلاث منظمات ترويجية بارزة مخصصة للنساء فقط وهي شامير النساء الرياضيات (تأسست عام 2005) في إلينوي؛ العلامة التجارية شاين ريسلينغ التابعة لشبكة المصارعة العالمية (تأسست عام 2012) في فلوريدا، وهي شقيقة لشيمر؛ وومنز أوف ريسلينغ (WOW) (تأسست عامي 2000 و2012) في لوس أنجلوس. تم التعرف على شامير باعتبارها أقدم وأبرز منظمة تأخذ مصارعة النساء على محمل الجد. بالإضافة إلى شاين، فإن رايز ريسلينغ هو اتحاد آخر تابع لشركة شامير وتم تأسيسه كبرنامج تطويري للشركة الأخيرة. في عام 2018، بدأوا شراكة مع إمباكت ريسلينغ، والتي شهدت تنافس مواهب إمباكت في أحداث رايز.

### البطولات
حافظت المصارعة النسائية على لقب بطلة عالمية معترف بها منذ عام 1937، عندما فازت ميلدريد بيرك بلقب بطولة العالم للسيدات الأصلي. ثم قامت بتشكيل رابطة المصارعة النسائية العالمية في أوائل الخمسينيات من القرن العشرين واعترفت بنفسها باعتبارها البطلة الأولى، على الرغم من أن البطولة أصبحت شاغرة عند تقاعدها في عام 1956. ومع ذلك، توقف التحالف الوطني للمصارعة عن الاعتراف ببورك كبطلة العالم للسيدات في عام 1954، واعترف بدلاً من ذلك بجون بايرز كبطلة بعد نهاية مثيرة للجدل لمباراة رفيعة المستوى بين بورك وبايرز في ذلك العام. عند تقاعد بايرز في عام 1964، تم الاعتراف بالموله الرائعة، التي فازت بنسخة الوزن الثقيل من بطولة النساء العالمية إن دبليو إيه (السلف لبطولة بطولة دبليو دبليو إي للنساء الأصلية) في بطولة عام 1958، من قبل معظم منظمي بطولة النساء العالمية إن دبليو إيه كبطلة افتراضيًا.
في دبليو دبليو إي، المصارعات المحترفات هن أعضاء في أحد أقسام النساء الأربعة في الاتحاد، واللاتي يتنافسن في كل من منافسات الفردي والفرق الثنائية. لدى دبليو دبليو إي ست بطولات نسائية نشطة: بطولة دبليو دبليو إي راو للسيدات (وهي خليفة بطولة الديفاز دبليو دبليو إي، والتي نجحت بدورها في بطولة دبليو دبليو إي للسيدات الأصلية التي تم إنشاؤها في عام 1956) للعلامة التجارية راو، وبطولة دبليو دبليو إي سماكداون للسيدات للعلامة التجارية سماكداون، وبطولة الفريق الزوجي للسيدات في دبليو دبليو إي، وبطولة إن إكس تي للسيدات وبطولة الفريق الزوجي النسائي إن إكس تي للعلامة التجارية إن إكس تي، وبطولة إن إكس تي المملكة المتحدة للسيدات للعلامة التجارية إن إكس تي المملكة المتحدة. تم الاعتراف بالموله الرائعة كأول بطلة نسائية في دبليو دبليو إي، حيث بدأت حكمها في عام 1956. في عام 2002، بدأت دبليو دبليو إي ما يسمى توسيع العلامة التجارية، حيث أصبح المصارعون والبطولات حصرية لإحدى العلامات التجارية التابعة لدبليو دبليو إي. في البداية، كان من الممكن الدفاع عن بطولة السيدات على أي علامة تجارية، ولكن في وقت لاحق من ذلك العام، أصبحت حصرية للعلامة التجارية راو. في عام 2008، أنشأت دبليو دبليو إي بطولة دبليو دبليو إي ديفاز كلقب مماثل لعلامة سماكداون التجارية. وفي نهاية المطاف تم توحيد العنوانين في سبتمبر 2010. تم بعد ذلك إلغاء بطولة السيدات لصالح الاحتفاظ ببطولة الديفاز، والتي أصبحت تُعرف لفترة وجيزة ببطولة دبليو دبليو إي ديفاز الموحدة. انتهى توسيع العلامة التجارية في عام 2011.
في أبريل 2016 في راسلمينيا 32، تم إلغاء بطولة الديفاز واستبدالها لاحقًا ببطولة دبليو دبليو إي للسيدات الجديدة، والتي لها تاريخ لقب منفصل عن البطولة الأصلية. ثم أعادت دبليو دبليو إي تقديم امتداد العلامة التجارية في يوليو 2016 وأصبحت بطولة السيدات (بطولة راو للسيدات الآن) حصرية لراو. في أغسطس 2016، أنشأ سماكداون بطولة سماكداون للسيدات كلقب مماثل. في عرض إن إكس تي التابع لدبليو دبليو إي، تتنافس النساء على بطولة إن إكس تي للسيدات، والتي تم تأسيسها في عام 2013. ستقوم العلامة التجارية إن إكس تي المملكة المتحدة [الإنجليزية] بإنشاء لقبها المقابل، بطولة إن إكس تي المملكة المتحدة للسيدات، في عام 2018. تم الإعلان عن بطولة دبليو دبليو إي للفرق الزوجية للسيدات في حلقة 24 ديسمبر 2018 من ليلة الاثنين راو. كان الأبطال الافتتاحيون هم العلاقة بين الرئيس والعناق (ساشا بانكس وبايلي) الذين هزموا ذا آيكونيكس (بيتون رويس وبيلي كاي)، وفرقة مكافحة الشغب (ليف مورفان وسارة لوغان)، ونايا جاكس وتامينا، وماندي روز وسونيا ديفيل، وناعومي وكارميلا في عرض اليمنيشن تشامبر 2019.
بطولة إمباكت للسيدات هي بطولة العالم نوك أوتس، والتي ظهرت لأول مرة في 14 أكتوبر 2007. كانت بطلتها الأولى هي جيل كيم، التي فازت باللقب في متجهين نحو المجد 2007. بطولة فرق العلامات الترويجية تُعرف باسم بطولة تي إن أيه نوك أوتس للفرق. تم تقديم اللقب في لا للاستسلام 2009 وكان أبطاله الافتتاحيون هم فريق ساريتا وتايلور وايلد. تم إلغاء تفعيل الألقاب في البداية في حلقة 20 يونيو 2013 من إمباكت!، ولكن تم الإعلان عن عودتهم في متجهين نحو المجد 2020. في هارد تو كيل، فازت النار والنكهة (Kiera Hogan وتاشا ستيلز) بالبطولة لتصبحا بطلتي الفريق الزوجي.
كانت رينغ أوف هونر تعرض بشكل متقطع مباريات مصارعة نسائية في عروضها، ويعود تاريخ ذلك إلى علاقة العمل السابقة مع شامير. بحلول عام 2017، كانت رينغ أوف هونر تعرض بانتظام مصارعة السيدات تحت راية نساء الشرف، مما أدى إلى إنشاء بطولة نساء الشرف العالمية في ديسمبر 2017 والإعلان في المعركة النهائية 2017 عن بطولة لتتويج البطل الأول. كما شارك في البطولة أيضًا نجوم من وورلد وندر رينغ ستاردوم الياباني. أصبحت سومي ساكي أول بطلة نسائية للشرف عندما فازت باللقب في بطاقة سوبر كارد أوف هونر 12 في عام 2018.

### ثورة النساء في دبليو دبليو إي
في عام 2015، قامت دبليو دبليو إي بتجديد أقسامها النسائية من خلال توظيف مصارعين مستقلين بشكل أساسي بدلاً من العارضات، وهو ما عُرف في البداية باسم «ثورة الديڤا» ثم عُرف لاحقًا باسم «ثورة النساء». في حدث إن إكس تي تيك أوفر: احترام، الذي أقيم في 7 أكتوبر 2015، دافعت بطلة إن إكس تي للسيدات آنذاك بايلي عن لقبها ضد ساشا بانكس في مباراة الرجل الحديدي مدتها 30 دقيقة في الحدث الرئيسي. كانت هذه أول مباراة نسائية تتصدر حدثًا رئيسيًا في دبليو دبليو إي، والمرة الأولى في تاريخ دبليو دبليو إي التي تتضمن فيها مباراة نسائية هذا الشرط. تم الكشف عن بطولة دبليو دبليو إي للسيدات الجديدة وتم التنافس عليها في راسلمينيا 32 في 3 أبريل 2016، بين بطلة الديفاز آنذاك شارلوت فلير، وبيكي لينش، وساشا بانكس في مباراة ثلاثية. بعد راسلمينيا، سيتم إلغاء بطولة الديفا والعلامة التجارية «الديفا».
بعد توسعة علامة دبليو دبليو إي التجارية لعام 2016، أصبحت بطولة السيدات الجديدة حصرية للعلامة التجارية راو، مما أدى إلى إنشاء بطولة سماكداون للسيدات. أصبحت بيكي لينش البطلة الافتتاحية في عرض باكلاش بعد فوزها في تحدي الإقصاء المباراة السداسية. في الشهر التالي، في Hell in a Cell، واجهت شارلوت ساشا بانكس في مباراة على بطولة راو للسيدات في ما سيكون المرة الأولى التي تكون فيها مباراة نسائية هي الحدث الرئيسي لعرض الدفع مقابل المشاهدة في دبليو دبليو إي، بالإضافة إلى أول مباراة الجحيم في زنزانة للسيدات على الإطلاق. في عرض موني إن ذا بنك 2017، أقيمت أول مباراة موني إن ذا بنك للسيدات على الإطلاق، حيث حصلت الفائزة على عقد لمباراة على بطولة سماكداون للسيدات. في الشهر التالي، أقامت دبليو دبليو إي بطولة مصارعة نسائية تسمى ماي يونغ كلاسيك، والتي سميت على اسم الراحلة ماي يونغ.
في عام 2018، شهد عرض الدفع مقابل المشاهدة رويال رامبل في يناير أول مباراة رويال رامبل للسيدات على الإطلاق في الحدث الرئيسي، والتي كانت أطول مباراة نسائية في تاريخ دبليو دبليو إي في ذلك الوقت. في الشهر التالي، في عرض غرفة الإقصاء لعام 2018، أقيمت أول مباراة مبنى الإقصاء للسيدات على الإطلاق. في وقت لاحق من ذلك العام، قدمت دبليو دبليو إي أول حدث دفع مقابل المشاهدة للسيدات فقط: تطور دبليو دبليو إي. بلغ تطور النساء ذروته في راسلمينيا 35 في عام 2019، حيث تنافست شارلوت فلير وبيكي لينش وروندا راوزي في مباراة ثلاثية من نوع «الفائز يأخذ كل شيء» على بطولتي السيدات في راو وسماكداون، في ما سيكون المرة الأولى التي تشارك فيها النجمات الإناث في الحدث الرئيسي في دبليو دبليو إي.
نيكي وبري بيلا، الأختان التوأم اللتان تم إدخالهما إلى قاعة مشاهير دبليو دبليو إي في عام 2021، خرجتا من التقاعد للمشاركة في رويال رامبل للسيدات عام 2022. كانت بري أول من فاز ببطولة دبليو دبليو إي، لكن نيكي احتفظت بالبطولة مرتين واستمرت في هذا الحكم لفترة أطول من بري.

### الشهوانية
وقد عرضت عروض ترويجية مثل دوري المصارعة النسائية العارية إناثًا عاريات «يتقاتلن» في الحلبة من أجل الإثارة. تبث دوري المصارعة النسائية العارية عروضها في جميع أنحاء العالم، وظهرن مصارعاتها في مجلات مثل بينت هاوس وبلاي بوي ومكسيم.

## اليابان
في اليابان، تسمى المصارعة المحترفة للسيدات جوشي بوروريسو ‎ (女子プロレス)، أو جوشي بورو للاختصار. عادة ما يتم التعامل مع مصارعة النساء من قبل العروض الترويجية المتخصصة في الجوشي بوروريسو، بدلاً من أقسام العروض الترويجية التي يهيمن عليها الذكور. كان اتحاد مصارعة الفنون القتالية الحدودية، وهو اتحاد للرجال، يضم قسمًا صغيرًا للسيدات يتنافس مع مصارعات من اتحادات أخرى.

### الستينيات – السبعينيات

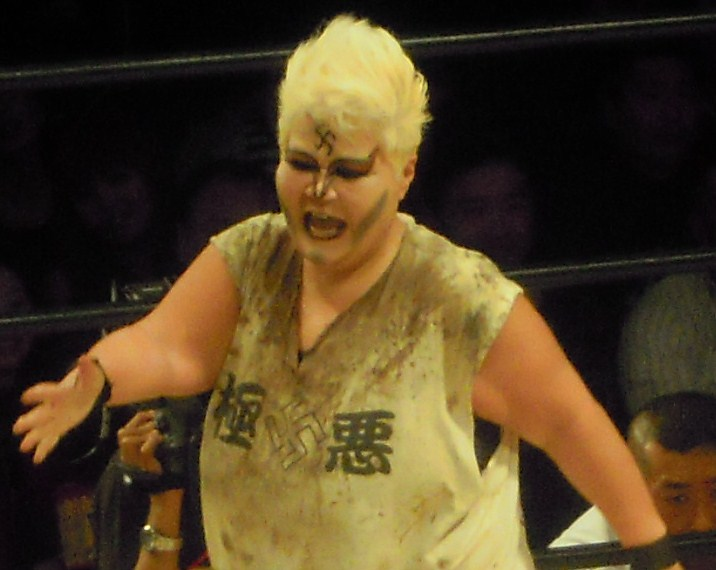
كاورو «دومب» ماتسوموتو، أحد أبرز المصارعين المحترفين في اليابان في الثمانينيات

كان اتحاد المصارعة النسائي الياباني (الذي تأسس عام 1968) هو منظمة جوشي بورو المهيمنة من السبعينيات إلى التسعينيات. كان أول نجم كبير في اتحاد المصارعة النسائي الياباني هو ماك فومياكي في عام 1974، تبعه في عام 1975 جاكي ساتو و ماكي أويدا («بيوتي بير»).

### الثمانينات
في أوائل الثمانينيات من القرن العشرين، أصبح جاكوار يوكوتا وديفل ماسامي نجوم الموجة الثانية من المصارعات اللاتي نجحن في خلافة الجيل الموجه نحو السحر والجاذبية الذي حددته مجموعة بيوتي بير. وشهد العقد التالي ظهور «كرش جالز» تشيغوسا ناجايو وليونيس أسوكا، فريق الزوجي الذي حقق مستوى من النجاح السائد كمصارعة نسائية لم يكن غير مسبوق في اليابان فحسب، بل لم يسمع به من قبل في تاريخ المصارعة النسائية الاحترافية. كان العداء الطويل الأمد بين فريق كرش جالز وبين كاورو «دامب» ماتسوموتو وفريقها جوكواكو دومي («التحالف الشرس») شائعًا للغاية في اليابان؛ وكانت مبارياتهم التلفزيونية من بين أعلى البث تصنيفًا في تاريخ التلفزيون الياباني، وكانت العروض الترويجية تملأ الساحات بانتظام إلى أقصى حد.

### التسعينيات

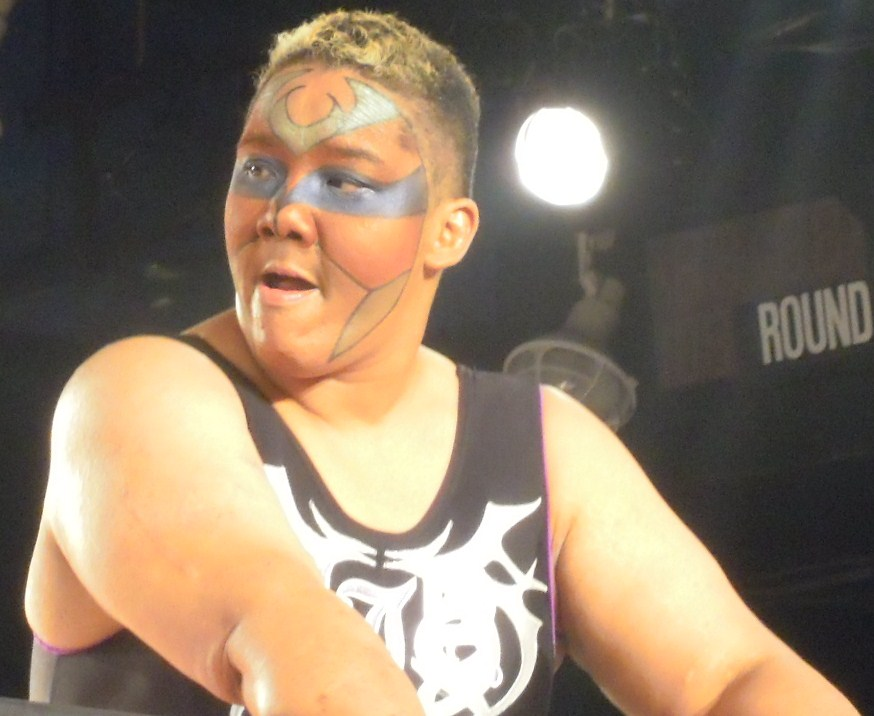
أسست المصارعة البطلة أجا كونغ اتحاد أرسيون النسائي للمصارعة في عام 1997.

في تسعينيات القرن العشرين، قام الصحفي الأمريكي المتخصص في المصارعة ديف ميلتزر بتقييم العديد من مباريات جوشي بوروريسو بخمس نجوم - وهي درجة مثالية نادرًا ما تُمنح على مقياس كورنيت—في نشرة ريسلينغ أوبزرفر الإعلامية.
من بين مصارعين جوشي البارزين في التسعينيات مانامي تويوتا، بول ناكانو، أكيرا هوكوتو، كتي سوزوكي، أجا كونغ، ميغومي كودو، شينوبو كاندوري، كيوكو إينو، تاكاكو إينو (من لا علاقة له بكيوكو)، ديناميت كانساي، ومايومي أوزاكي.

### من أواخر التسعينيات حتى الآن
لدى بعض الجوشي أسلوب طيران عالي يسبق قسم إكس من مصارعة الرجال في أمريكا الشمالية. نظرًا لأن المصارعات لا يتم تقسيمهن إلى فئات الوزن لأسباب ثقافية، فإن هؤلاء المصارعات يتنافسن على ألقاب خاصة يمكن مقارنتها بفئة «جونيور الوزن الثقيل» في مصارعة الرجال. بطولة السماء العالية لأرسيون (التي تأسست عام 1999) وبطولة إن إي أو اليابان للسرعة العالية (التي تأسست عام 2009) هما اثنان من هذه الألقاب.
في عام 2010، بدأ المروج السابق لشركة أرسيون وجي دي ستار روسي أوغاوا، والمصارع المتقاعد فوكا كاكيموتو، والمصارعة المخضرمة نانا تاكاهاشي حملة ترويجية جديدة لجوشي بورو، وورلد وندر رينغ ستاردوم. تم شراء النجومية، التي تعتبر الترويج الرائد لجوشي في العصر الحديث، من قبل بوشيرود الشركة الأم لنيو جابان برو ريسلينغ في عام 2019.
في أبريل 2024، أسس روسي أوغاوا (سابقًا من المصارعة النسائية المحترفة في اليابان والنجمية) اتحادًا نسائيًا جديدًا يسمى دريم ستار فايتنج مارغولد أو مارغولد.

## المكسيك
في المكسيك، يطلق على المصارعة المحترفة اسم لوتشا لايبريه («القتال الحر»)، وتسمى المصارعات luchadoras.
لدى كونسيخو مونديال دي لوتشا ليبري (CMLL)، أو مجلس المصارعة العالمي، قسم للسيدات. قمة القسم هي بطولة كونسيخو مونديال دي لوتشا ليبري العالمية للسيدات. فازت كيكو «بول» ناكانو ببطولة كونسيخو مونديال دي لوتشا ليبري الأولى في عام 1992.
في نفس العام، غادر مروج المصارعة أنطونيو بينيا كونسيخو مونديال دي لوتشا ليبري ليشكل عرضًا ترويجيًا جديدًا يسمى لوتشا ليبري تربل إيه ورلد وايد (AAA). بالإضافة إلى بطولة رينا دي ريناس السنوية (بطولة ملكة الملكات)، تنظم تربل إيه أيضًا بطولة العالم للفرق المختلطة، حيث تتنافس فرق مكونة من امرأة واحدة ورجل واحد.
في عام 2000، أنشأ رجل الأعمال لوتشيانو ألبرتو جارسيا دي لونا شركة ترويج نسائية فقط تسمى لوتشا ليبر فيمينيل (LLF) في مونتيري.

## المملكة المتحدة
تشمل العروض الترويجية المستقلة البارزة حاليًا برو ريسلنغ: إي في إي، ومحاربات بيلاتريكس، والقذائف البريطانية، والإناث الشرسات.
تشمل المصارعات البريطانيات البارزات: ليدي بلوسوم، شيا بروكسايد، نيكي كروس، بلير دافنبورت، سادي جيبس، جيمي هايتر، لورا جيمس، جيتا، كلوندايك كيت، كاتي ليا، داني لونا، ميلي ماكنزي، تيجان نوكس، بايج، جيما بالمر، كاي لي راي، إلخ.

## مناطق أخرى

### أستراليا

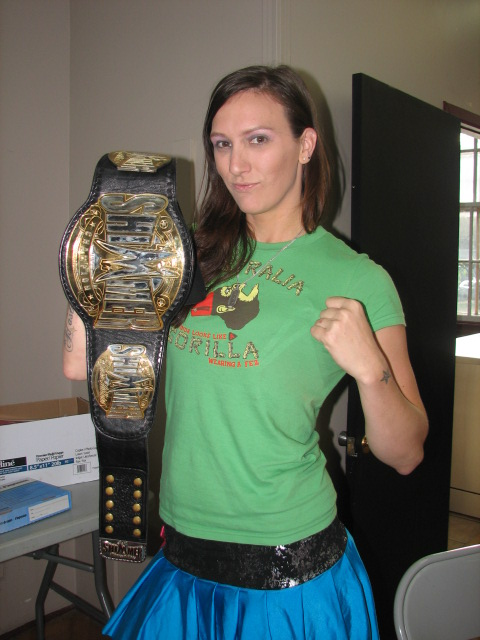
المصارعة الأسترالية والمؤسس المشارك لبي دبليو دبلير إيه ماديسون إيجلز

أسست المصارعة المحترفة ماديسون إيجلز وزوجها رايان اتحاد المصارعة النسائية الاحترافية (PWWA) في عام 2007. هذا العرض الترويجي المستقل تابع لاتحاد تحالف المصارعة المحترف في أستراليا، بالإضافة إلى الرياضيات اللامعات. وكان لديهم أيضًا ارتباطات مع غلوبال فورس ريسلينغ في الولايات المتحدة أثناء نشاط هذه الأخيرة.
إنه العرض الترويجي الوحيد للمصارعة النسائية في أستراليا.

### بوليفيا

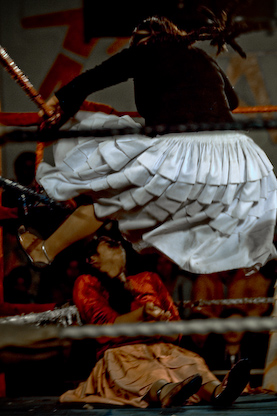
مقاتلات بوليفيات يرتدين أزياء شعبية من قبيلة الأيمارا

في بوليفيا، ترتدي المصارعات الإناث المدعوات «الشوليتاس المقاتلات» الملابس التقليدية لشعب الأيمارا. لقد كانوا مصدر إلهام للكتاب الهزلي سوبر تشوليتا، الذي عرض لأول مرة في عام 2007.

### كندا
إن سي دبليو فام فاتاليس هي منظمة مستقلة تأسست في عام 2009؛ ويقع مقرها الرئيسي في مونتريال.

## الدراسة
في عام 2023، أكملت المصارعة نيكي كروس درجة الماجستير في التاريخ؛ وكانت أطروحتها حول موضوع مصارعة النساء.

## للقراءة الإضافية
- Olson، Cristopher؛ Reinhard، Carrie Lynn D. (2021). "Wrestling with Eating Disorders: Transmedia Depictions of Body Issues in WWE's Women's Professional Wrestling". في Johnson، Malynnda؛ Olson، Cristopher (المحررون). Normalizing Mental Illness and Neurodiversity in Entertainment Media (ط. 1st E-book). London: Routledge. DOI:10.4324/9781003011668-15. ISBN:9781003011668. S2CID:233598773.

## وصلات خارجية
- العروض الترويجية في عالم المصارعة عبر الإنترنت